# Demakan
Demakan is een bestuurslaag in het regentschap Sukoharjo van de provincie Midden-Java, Indonesië. Demakan telt 4933 inwoners (volkstelling 2010).